# José Pesudo
José Manuel Pesudo Soler, né le 1er juin 1936 à Almassora et mort le 5 décembre 2003 à Valence, était un joueur et entraîneur de football espagnol, qui évoluait au poste de gardien de but.

## Palmarès

### FC Barcelone
- Coupe des villes de foire : 1965–66
- Coupe d'Espagne : 1962–63

### Valence CF
- Championnat d'Espagne : 1970–71
- Coupe d'Espagne : 1966–67

### Distinction individuelle
- Trophée Zamora : 1966 (avec le FC Barcelone).